# Saint-Joseph (Louisiane)
Pour les articles homonymes, voir Saint-Joseph.
Saint-Joseph est le siège de la paroisse des Tensas en Louisiane.

## Géographie
La localité est située à environ 30 kilomètres au nord de la ville de Natchez, à 150 kilomètres au nord de Baton Rouge.

## Histoire
Saint-Joseph devint siège de la paroisse des Tensas après sa fondation en 1843.

## Galerie photographique

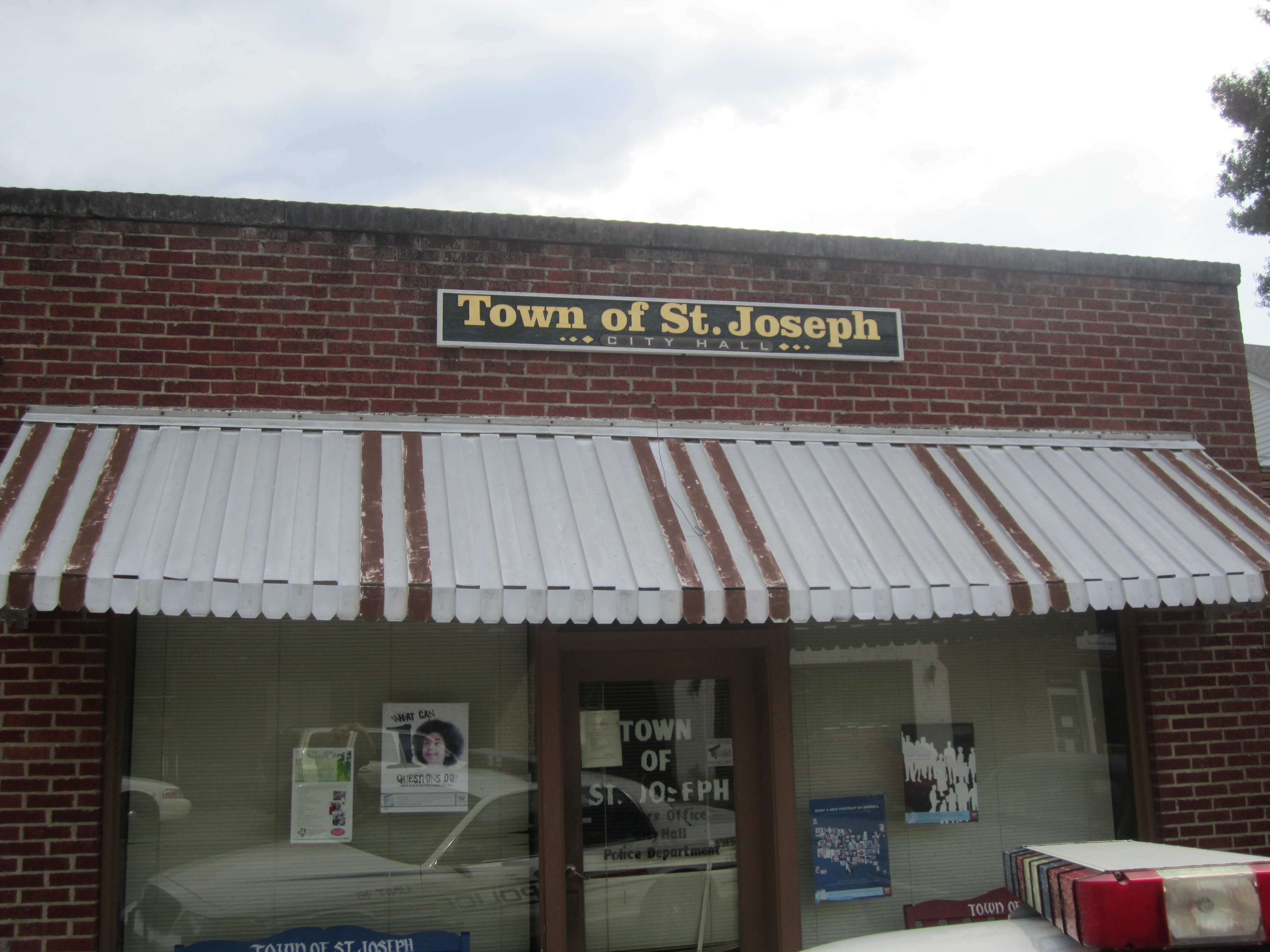
La mairie de Saint-Joseph.
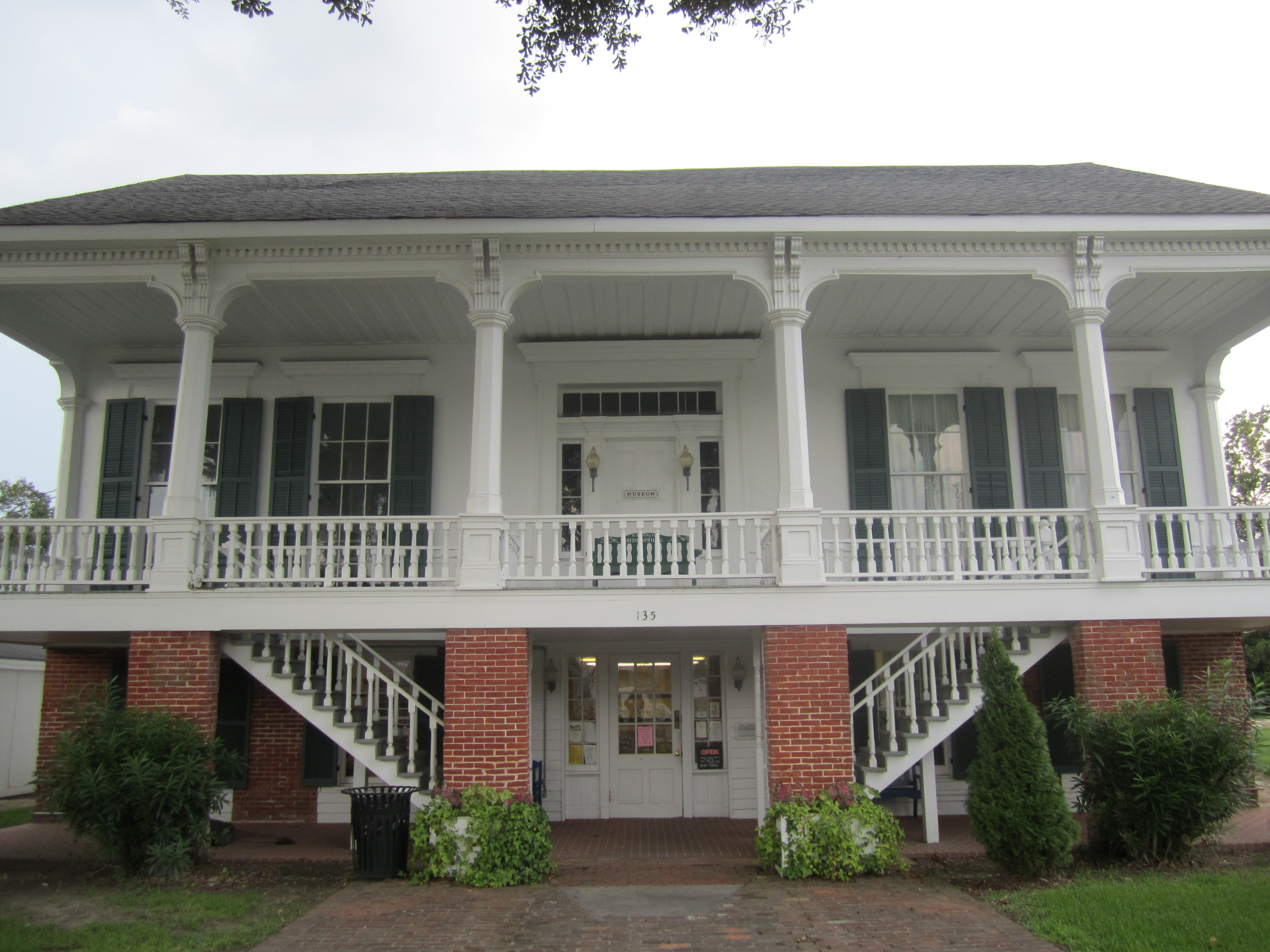
La bibliothèque et le musée de Saint-Joseph.
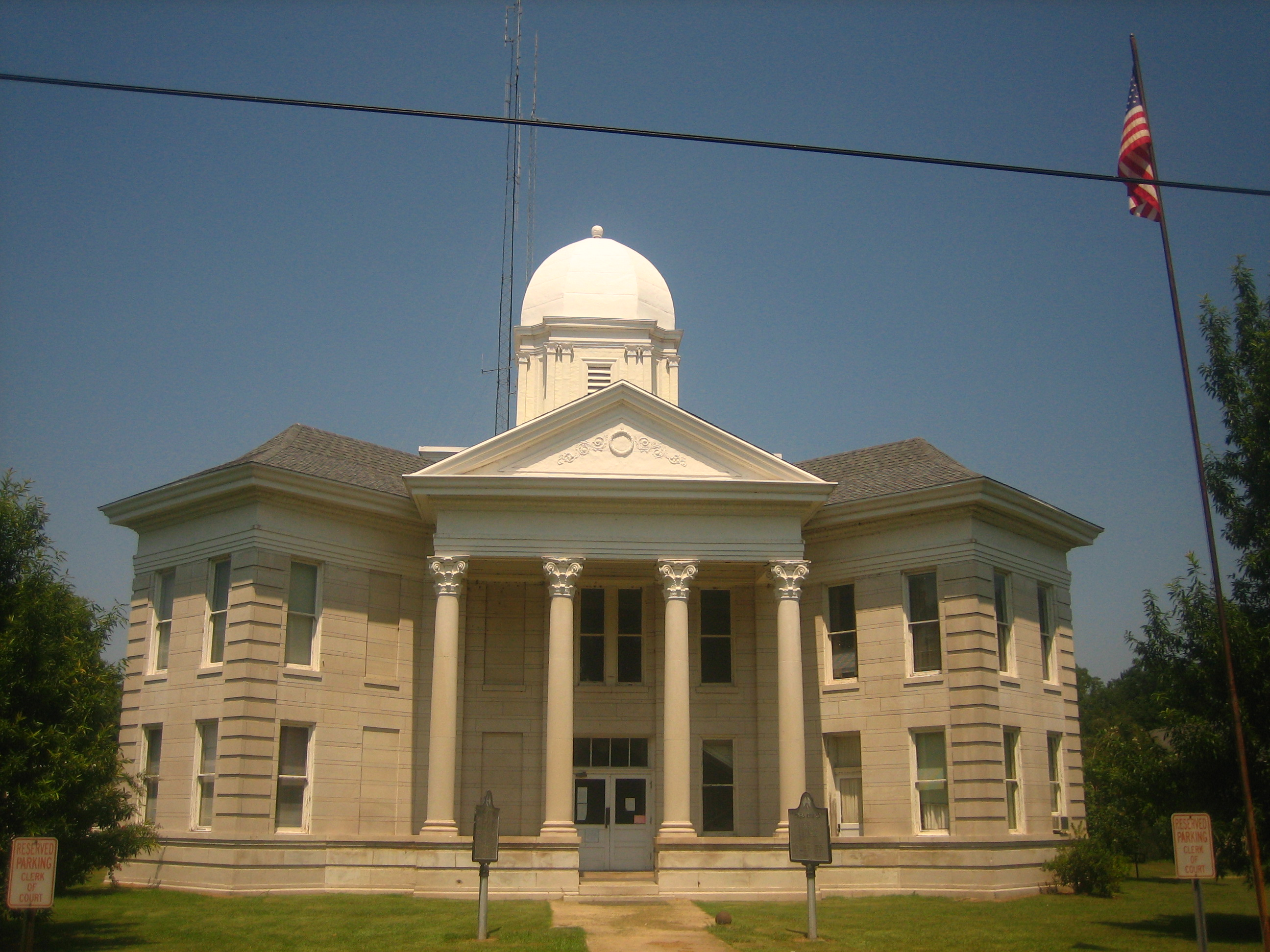
Le palais de justice de la paroisse des Tensas.